# ラスカル・カタルジュ
ラスカル・カタルジュ（ルーマニア語: Lascăr Catargiu、1823年11月1日 - 1899年4月11日）は、ルーマニアの政治家。

## 経歴
ヤシ出身。17世紀にワラキア公マテイ・バサラブによってワラキアを追放され、モルダヴィアに落ちついた家系である。モルダヴィア公グリゴレ・ギカの治下（1849年 - 1856年）で、市の警察長官に就任した。1857年、前年に締結されたパリ条約に沿って、ワラキア公国との合同を協議する特別議会がモルダヴィア公国で招集されると、その代議員にも選ばれた。カタルジュの土地改革などに関する保守的な姿勢は保守派の支持を集め、新生ルーマニア公国の君主候補と目されるまでになった。

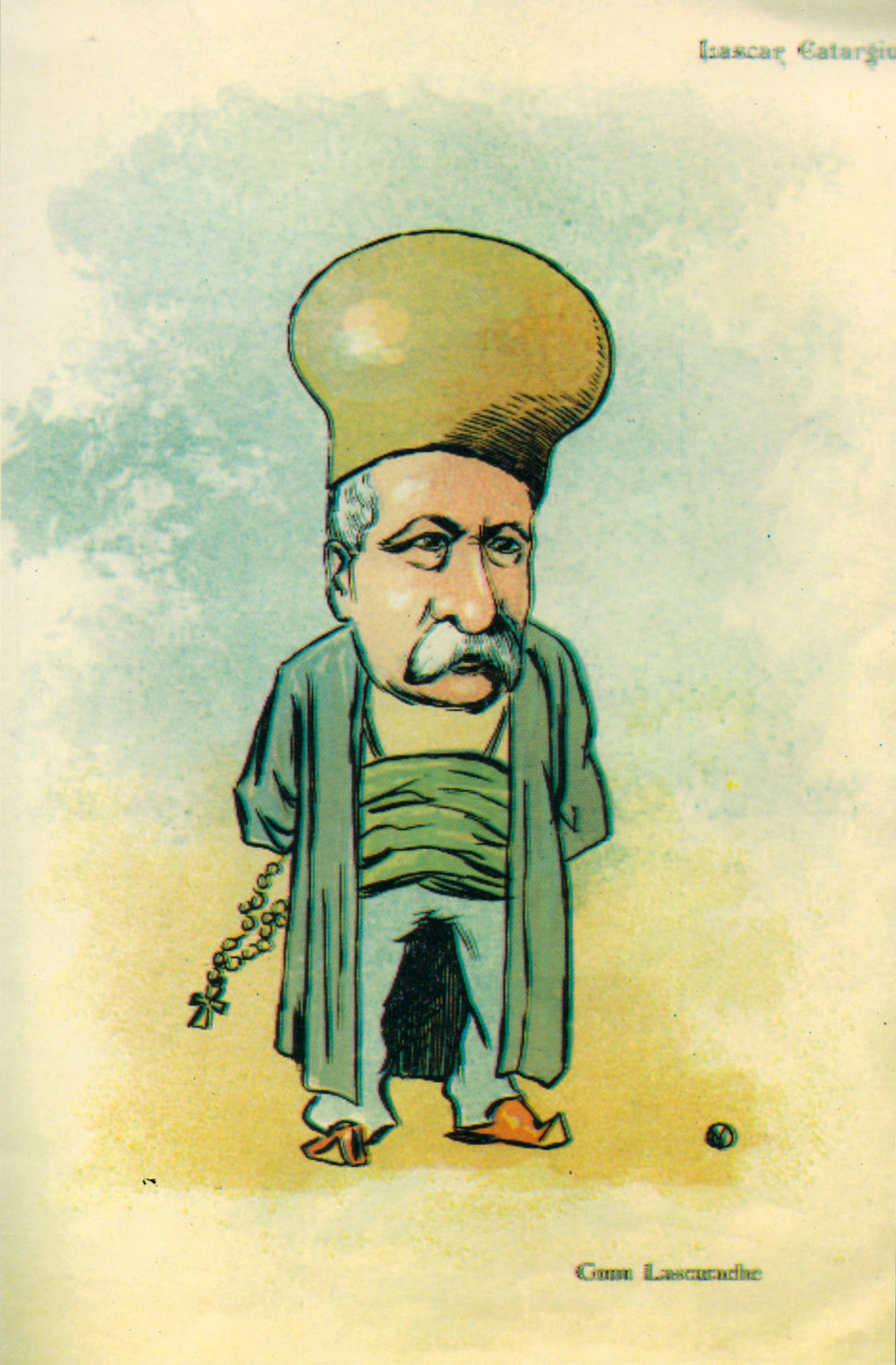
ニコラエ・ペトレスク＝ガイナによるカタルジュのカリカチュア

ルーマニア公アレクサンドル・ヨアン・クザの治下（1859年 - 1866年）では野党指導者のひとりとして、政治家でジャーナリストの親類、バルブ・カタルジュ（1862年に暗殺）から多くの支援を受けた。その後、クザを打倒したいわゆる「奇怪な連合」に加わり、1866年5月にカロル1世がルーマニア公となると閣僚評議会議長（首相）に就任した。しかし、イオン・ブラティアヌやC・A・ロセッティといった自由主義派との閣内不一致から、7月に辞任した。
その後、内閣が8度も交替し、反君主制の動きが1870年から翌年にかけて最高潮に達すると、再びカタルジュが組閣し、1876年まで続くルーマニア史上初の安定した保守政権を率いた。カタルジュの政策は政治的な流血を回避し、君主の人気を回復させようとするもので、自由主義派からは売国的、反動的と批判された。
1876年に政権を自由主義派に奪われてのちは1889年まで野党に留まったが、同年みたび組閣し、内務相も兼任した。しかし、9ヶ月で内閣は総辞職した。1891年3月に発足したイオン・エマヌエル・フロレスク内閣で内務相に就任し、1891年12月に改めて首相となった。1895年まで続いた第4次政権では、主に財政・商業の分野で重要な改革を成し遂げた。ブカレストにて死去。